# Section de recherches (Gendarmerie nationale)
Le Sections de recherches - SR sono unità della Gendarmerie nationale che esercitano esclusivamente funzioni di polizia giudiziaria.

## Funzioni
Istituite nel 1975, dirigono le lunghe e complesse indagini giudiziarie affidate dai magistrati alla Gendarmerie nationale. Si tratta di indagini che generalmente richiedono competenze specifiche e un forte investimento in tempo, personale e risorse.
Queste indagini possono riguardare atti di delinquenza o criminalità organizzata, traffico di droga internazionale, crimini di sangue (omicidi - rapimenti o sequestri) atti di pirateria o atti seriali (stupri - serial killer) su larga scala regionale o nazionale.
La legge del 03/08/2009 che organizza il collegamento istituzionale della Gendarmerie nationale al Ministero dell'interno (suo ministero di vigilanza) specifica che la polizia giudiziaria è una funzione essenziale di questa Istituzione.
Le sections de recherches possono essere operative:
- di iniziativa quando si accorgono o vengono "informate" di una violazione
- dalla loro gerarchia, quando si tratta di prendere la direzione di un'indagine inizialmente svolta da una brigata della gendarmeria o da una brigade de recherches;
- su affidamento di magistrati: pubblico ministero o giudice istruttore.

Possono operare anche, quando l'Ispection generale de la Gendarmerie nationale (IGGN) non interviene, avviando indagini su fatti che implicano personale della Gendarmeria nazionale.
Le Sections de recherches sono competenti anche in materia di polizia giudiziaria militare (circa l'1% dell'attività funzionale della GN).
Fuori dal territorio, in OPEX, il personale può essere inviato alle formazioni preposte formate per questa missione per le missioni di polizia giudiziaria: indagini, ricerca di tracce e indizi ... ma anche per missioni di assistenza alle Forze dove ci sono questo tipo di richieste tecniche. Lo statuto della Gendarmeria e del suo personale implica che possono anche svolgere funzioni di polizia internazionale su mandato civile (come gli agenti di polizia) o missioni di polizia in un quadro militare (specificità dell'arma).

## Organizzazione
Vi sono una Section de recherches per corte d'appello. Le SR sono controllate dalla Sous-direction de la Police judiciaire de la Gendarmerie (SDPJ) il cui vicedirettore (un generale della Gendarmeria) è egli stesso subordinato al Direttore delle Operazioni (DOE - N ° 3 della Gendarmeria), il Direttore generale della Gendarmerie (DGGN) e il Ministro dell'interno (Ministro responsabile della Gendarmerie).
Le SR sono l'equivalente per la Gendarmerie della DRPJ (Direzione regionale della polizia giudiziaria) della Police nationale.
La competenza territoriale degli inquirenti (agenti di polizia giudiziaria) si estende a tutte le corti d'appello annesse alla zona di difesa da cui dipendono. Ad esempio, la zona di difesa sud-ovest di Bordeaux copre le regioni di Poitou-Charente, Limousin, Aquitania e Midi-Pyrénées.
Queste unità sono amministrativamente subordinate (risorse umane, finanziarie e operative) alla Regione della Gendarmerie in cui si trovano.
Quasi tutte le gendarmerie specializzate hanno ciascuna una sections de recherches (Gendarmerie des transports aériens, Gendarmerie de l'air, Gendarmerie maritime, Gendarmeria de l'armement). Le SR delle gendarmerie specializzate (poste in servizio presso il Ministero della difesa) sono competenti su tutto il territorio nazionale.

## Composizione
Le Sections de recherches sono costituite da investigatori esperti (ufficiali e sottufficiali di gendarmeria), necessariamente in possesso della qualifica di Ufficiale di polizia giudiziaria (sigla OPJ) con formazione completa e diversificata in polizia giudiziaria: tecniche di filatura - ascolto - investigatori specializzati o direttori delle indagini ...
I gendarmi che prestano servizio nelle SR lavorano in abiti civili (portando la loro tessera professionale, una fascia con il logo della Gendarmerie e la loro arma di servizio - Glock 26 o Sig Sauer SP2022). La loro flotta di veicoli è composta solo da veicoli non contrassegnati.
Anche se i numeri variano da una sections de recherches all'altra, sono sempre comandate da un tenente colonnello o da un colonnello della Gendarmerie (rif.) e articolate in Divisioni tematiche (Attacchi a persone - Attacchi a proprietà ...) a loro volta suddivise in gruppi specializzati (omicidi - banditismo - narcotici - crimine finanziario - criminalità organizzata ...) Le Sections de Recherches di Parigi, Versailles e Marsiglia ha una forza lavoro che supera i 60 investigatori.
La Section de recherches di Parigi è in zona di polizia, e interviene sui temi complessi e delicati.
La Section de recherches fanno appello a riservisti selezionati con competenze tecniche specifiche per missioni e competenze di intelligence ad hoc nel contesto delle loro indagini.

### Competenze specifiche
Alcuni investigatori della Section de recherches sono in possesso di diplomi o formazione specifica:
- Investigatore N'TECH (Nuove tecnologie):[3] conduzione di indagini su fatti relativi alle nuove tecnologie, pirateria informatica, diffusione di immagini pornografiche raffiguranti minori. Assiste anche altri investigatori quando necessario.
- Investigatore DEFI (Criminalità finanziaria): conduzione di indagini sulla criminalità finanziaria. Partecipa inoltre all'aspetto finanziario delle indagini (riciclaggio di denaro, patrimonio criminale, aspetto patrimoniale).
- Investigatore EAESP (Attacco ambientale e salute pubblica): specializzato nel campo del diritto ambientale (inquinamento, ecc.) e della salute pubblica (doping, prodotti farmaceutici contraffatti, amianto, ecc.), In collaborazione con OCLAESP.
- COCRIM (Coordinatore delle operazioni forensi):[4] coordina le operazioni di ricerca e l'elaborazione degli indizi sulla scena del crimine e durante le indagini. Gestisce tutti gli aspetti forensi dell'indagine: ricerca delle prove, conservazione, utilizzo dei sigilli e integrazione dei risultati di tale utilizzo nei dati dell'indagine.
- ANACRIM (Analista di ricerca criminale): L'analisi criminale consiste nella ricerca metodica e nell'identificazione delle relazioni tra dati criminali o contestuali ai fini della pratica giudiziaria. L'analisi criminale utilizza tecniche standard per ricostruire il corso dei reati e sviluppare ipotesi.